# Aeroportul Novo Hamburgo
Aeroportul Novo Hamburgo (IATA: QHV, ICAO: SSNH) este un aeroport din Novo Hamburgo, Rio Grande do Sul, Brazilia ce deservește zona Novo Hamburgo. Aeroportul a fost tranzitat în 2006 de 0 pasageri. A fost numit după zona deservită.
Situat la o altitudine de 15 m, aeroportul dispune de 1 pistă.

## Infrastructură

### Piste
Aeroportul dispune de o singură pistă. Pista 2/20 are suprafața de loam[*] și dimensiunile 1.200 m × 80 m. 